# Lactarius annulatoangustifolius
Lactarius annulatoangustifolius är en svampart som först beskrevs av Beeli, och fick sitt nu gällande namn av Buyck 1989. Lactarius annulatoangustifolius ingår i släktet riskor och familjen kremlor och riskor.   Inga underarter finns listade i Catalogue of Life.